# Mittelmeerspiele 1979
Die Mittelmeerspiele 1979 (offiziell: VIII. Mittelmeerspiele) fanden vom 15. bis 29. September 1979 in Split im damaligen Jugoslawien statt.
Erfolgreichste Nation war Gastgeber Jugoslawien, dessen Sportler unter anderem 56 Goldmedaillen in 198 Wettbewerben gewannen. Dahinter folgten Frankreich mit 55 Goldmedaillen und Italien mit 49 Goldmedaillen.

## Teilnehmende Nationen
Es nahmen 14 Nationen teil, die insgesamt 2408 Athleten (darunter 2009 Männer und 399 Frauen) entsandten. Die Anzahl der Teilnehmer ist in Klammern angegeben.
- Ägypten (205)
- Algerien (136)
- Frankreich (287)
- Griechenland (195)
- Italien (368)
- Jugoslawien (409)
- Libanon (13)
- Malta (68)
- Marokko (106)
- Monaco (5)
- Spanien (263)
- Syrien (11)
- Tunesien (154)
- Türkei (188)

## Sportarten und Wettbewerbe
Das Programm der achten Mittelmeerspielen umfasste 25 Sportarten mit 192 Wettbewerben. Im Vergleich zur Austragung vor vier Jahren wurden Bogenschießen, Kanu, Feldhockey, Reiten, Rudern, Rugby Union und Wasserspringen neu ins Programm aufgenommen.
- Basketball
- Bogenschießen
- Boxen
- Fechten
- Feldhockey
- Fußball
- Gewichtheben
- Handball
- Judo
- Kanu
- Leichtathletik
- Radsport
- Reiten
- Ringen
- Rugby Union
- Rudern
- Schießen
- Schwimmen
- Segeln
- Tennis
- Tischtennis
- Turnen
- Volleyball
- Wasserball
- Wasserspringen

## Medaillenspiegel
| Platz  | Land         | Gold | Silber | Bronze | Gesamt |
| ------ | ------------ | ---- | ------ | ------ | ------ |
| 01     | Jugoslawien  | 56   | 38     | 33     | 127    |
| 02     | Frankreich   | 55   | 40     | 34     | 129    |
| 03     | Italien      | 49   | 63     | 47     | 159    |
| 04     | Spanien      | 16   | 20     | 32     | 68     |
| 05     | Griechenland | 7    | 10     | 13     | 30     |
| 06     | Türkei       | 5    | 5      | 14     | 24     |
| 07     | Ägypten      | 3    | 9      | 10     | 22     |
| 08     | Algerien     | 1    | 5      | 10     | 16     |
| 09     | Tunesien     | 1    | 2      | 9      | 12     |
| 10     | Libanon      | 1    | 1      | —      | 2      |
| 11     | Syrien       | 1    | —      | —      | 1      |
| 12     | Marokko      | —    | 2      | 3      | 5      |
| Gesamt | Gesamt       | 195  | 195    | 205    | 595    |

Nur Malta und Monaco blieben ohne Medaille.